# Фонд Білла і Мелінди Гейтс
Фонд Білла і Мелінди Гейтс (англ. Bill & Melinda Gates Foundation, BMGF) — найбільший у світі благодійний фонд, заснований Біллом Гейтсом і його дружиною Меліндою. Однин з членів правління фонду — американський підприємець Воррен Баффет. Офіційно фонд покликаний діяти «згідно з інтересами та пристрастями родини Гейтс».

## Історія
Фонд заснований 1994 року і спочатку називався Фонд Вільяма Гейтса (англ. William H. Gates Foundation). 1999 року назву замінили на Фонд Білла і Мелінди Гейтсів, а в 2000 році відбулося його злиття з Освітнім фондом Гейтса (англ. Gates Learning Foundation). Фонд базується в Сіетлі і має в своєму розпорядженні кошти в розмірі близько 26 млрд. доларів. За свою благодійну діяльність Білл і Мелінда Гейтс (а також музикант Боно) 2005 року визнані людьми року за версією журналу «Тайм». У 2006 році Воррен Баффет зробив найбільше в історії США пожертвування на суму 37 мільярдів доларів.[джерело?]

## Діяльність
Головна мета фонду — підтримка і поліпшення системи охорони здоров'я, а також подолання голоду в бідних країнах. Кошти фонду направлялися на програму з попередження і лікування СНІДу і туберкульозу, на боротьбу з малярією, в проект з імунізації дітей в Індії та Африці та інші ініціативи.
Пріоритетний напрямок фонду в Сполучених Штатах — програма щодо вдосконалення системи освіти. Так, в 2009 році фонд оголосив про намір виділити 12,9 млн доларів на поліпшення методів дистанційного навчання в США, підтримку сучасних мультимедійних навчальних матеріалів, а також створення інтерактивних навчальних класів Восени 2009 року фонд надав Україні грант на суму 25 млн доларів для комп'ютеризації близько тисячі публічних бібліотек.

## Критика
2009 року медичний журнал The Lancet виступив з критикою фонду, дорікаючи йому у відсутності достатньої уваги до реальних потреб охорони здоров'я, а також недостатню прозорість асигнувань організації. Інші зауваження на адресу фонду стосувалися його орієнтованості на короткострокову перспективу і збільшення залежності бідних країн від Заходу.